# مسجد اوداثي بالي
مسجد اوداثي بالي أو اوداثي بالي هو مسجد عمره 200 عام يقع في ثالاسري وهي مدينة في ولاية كيرلا إلى الجنوب من الهند، تم بناء المسجد في حوالي سنة 1806 .

## التاريخ
يقع المسجد في قلب مدينة ثالاسري  في عمر أكثر من 200 عام، وتشمل منطقة المسجد مسجد اوداثي بالي وحديقة، استخدام موقع اوداثي بالي كحديقة قصب السكر من قبل الهولنديين، ثم وعبر الزمن تغيرت ملكية الحديقة إلى ملكية شركة الهند الشرقية البريطانية، وكان موساكاكا من أبناء كيرلا المسلمين والمقاول في شركة الهند الشرقية، وكان موساكاكا من العاملين الصادقين جدا وجديرين بالثقة، وأرادت الشركة أن تكافأه على ولائه، ووفقا لطلبه وقال انه يريد حديقة قصب السكر الهولندية، واشترى موساكاكا الأرض بسعر صغير، وقال انه يريد بناء مسجد جميل في مدينة  ثالاسري في مكان مزرعة قصب السكر التي كانت تنتمي سابقا إلى الشركة الهولندية، واتم بناء المسجد في جزء من المزرعة .

## العمارة
بني سقف المسجد من وحدة نحاسية، والقبة اكتست اللون الذهبي، وبجانب المسجد في كباريستان توجد مقبرة لموتى المسلمين .

## نظرة عامة
مسجد اوداثي بالي هي وجهة سياحية حيث يأتي السياح والمسافرين لرؤية المسجد، إذ يمتلك المسجد بنية نموذجية ولاية كيرلا وأنه في قلب منطقة تيليشيري، المسجد لا يزال يفتح أبوابه للمصلين في كل يوم للعبادة، لدى المسجد ثلاثة مدخل: أول مدخل هو من خلال البوابة الرئيسية قرب ثالاسري القديمة وموقف الحافلات، البوابة التالية هي من خلال طريق لوغانس، البوابة الثالثة هو مدخل الفناء الخلفي للمسجد الذي كان يربط الطريق إلى اوفي .

## وصلات خارجية
- موقع المسجد